# 은하철도 999: 유리의 클레어
은하철도 999: 유리의 클레어(일본어: 銀河鐵道999ㆍガラスのクレア)는 은하철도 999 TV 시리즈를 재구성한 단편 스페셜이다. 1980년 개봉하였다.